# Бодюэн
Бодюэн или Бодюан (фр. и окс. Bauduen) — коммуна на юго-востоке Франции в регионе Прованс — Альпы — Лазурный берег, департамент Вар, округ Бриньоль, кантон Флейоск.
Площадь коммуны — 47,45 км², население — 311 человек (2006) с тенденцией к росту: 324 человека (2012), плотность населения — 6,8 чел/км².

## Население
Население коммуны в 2011 году составляло 327 человек, а в 2012 году — 324 человека.
| 1962 | 1968 | 1975 | 1982 | 1990 | 1999 | 2004 | 2006 | 2009 | 2011 | 2012 |
| ---- | ---- | ---- | ---- | ---- | ---- | ---- | ---- | ---- | ---- | ---- |
| 168  | 131  | 149  | 184  | 240  | 272  | 294  | 311  | 324  | 327  | 324  |

Динамика населения:

## Экономика
В 2010 году из 216 человек трудоспособного возраста (от 15 до 64 лет) 148 были экономически активными, 68 — неактивными (показатель активности 68,5 %, в 1999 году — 73,4 %). Из 148 активных трудоспособных жителей работали 113 человек (58 мужчин и 55 женщин), 35 числились безработными (23 мужчины и 12 женщин). Среди 68 трудоспособных неактивных граждан 13 были учениками либо студентами, 40 — пенсионерами, а ещё 15 были неактивны в силу других причин.
На протяжении 2010 года в коммуне числилось 148 облагаемых налогом домохозяйств, в которых проживало 314 человек. При этом медиана доходов составила 15 тысяч 912,5 евро на одного налогоплательщика.

## Фотогалерея
- Озеро Сент-Кро
- Вид на коммуну с озера Сент-Кро